# Laurence Trastour-Isnart
Laurence Trastour-Isnart, née le 6 mars 1972 à Cagnes-sur-Mer, est une femme politique française, membre des Républicains.
Elle est députée de la 6e circonscription des Alpes-Maritimes de 2017 à 2022.

## Biographie
Son père est Français et sa mère est Italienne.
Elle est conseillère municipale de Cagnes-sur-Mer, de 1998 à 2001. En 2015, elle est élue conseillère régionale de la région Provence-Alpes-Côte d'Azur sur la liste de Christian Estrosi.
Candidate pour les élections législatives, elle est élue députée dans la 6e circonscription des Alpes-Maritimes le 18 juin 2017.